# Карим Финди
Карим Финди (1946, Духок, Кюрдистан – Ирак) е кюрдски писател. През 1974 г. завършва в Университета на Мосул – Факултета по изкуства, специалност английски език.
Той е публикувал книги на много теми, включително политика, география, език, литература и история на различни езици като английски, кюрдски, арабски
Той е един от основателите на Синдикат на кюрдските журналисти
През 1997 г. той е главен редактор на списание „Карван“, което се издава от Министерството на културата. Той е секретар на „Академичният карван“ списание, издавано от Министерството на културата, Кюрдистан. Той служи като главен редактор на списание „Дижла“ от неговото създаване до последния му брой (№ 42), което е първото списание на романската азбука[поясни], издадено от Министерството на културата на Кюрдистан.